# Dobrinj
Dobrinj es un municipio de Croacia en el condado de Primorje-Gorski Kotar.

## Geografía
Se encuentra a una altitud de 201 m s. n. m. a 180 km de la capital nacional, Zagreb.

## Demografía
En el censo 2011 el total de población del municipio fue de 2078 habitantes, distribuidos en las siguientes localidades:
- Čižići -  113
- Dobrinj - 109
- Dolovo - 0
- Gabonjin -  201
- Gostinjac - 77
- Hlapa - 63
- Klanice - 50
- Klimno -  116
- Kras -  227
- Polje - 300
- Rasopasno -  104
- Rudine -  5
- Soline -  47
- Sužan -  84
- Sveti Ivan Dobrinjski - 47
- Sveti Vid Dobrinjski -  61
- Šilo -  384
- Tribulje -  54
- Žestilac -  9
- Županje - 27

| Gráfica de población de Dobrinj 1857-2011                           |
|                                                                     |
| Según los censos de población de la oficina estadística de Croacia. |